# Flavigny-sur-Moselle
Pour les articles homonymes, voir Flavigny et Moselle.
Flavigny-sur-Moselle est une commune française située dans le département de Meurthe-et-Moselle en région Grand Est.

## Géographie
| Richardménil      | Lupcourt             | Azelot                 |
| Méréville Frolois | Flavigny-sur-Moselle | Burthecourt-aux-Chênes |
| Pulligny          | Ceintrey, Benney     | Tonnoy                 |

### Hydrographie
La commune est dans le bassin versant du Rhin au sein du bassin Rhin-Meuse. Elle est drainée par la Moselle, la rigole d'Alimentation du Bassin de Virement, le canal de l'Est (Branche Sud) et le ruisseau de la Borne,.
La Moselle, d'une longueur totale de 560 kilomètres dont 314 kilomètres en France, prend sa source dans le massif des Vosges au col de Bussang et se jette dans le Rhin à Coblence en Allemagne. Les caractéristiques hydrologiques de la Moselle sont données par la station hydrologique située sur la commune de Tonnoy. Le débit moyen mensuel est de 47,8 m3/s. Le débit moyen journalier maximum est de 757 m3/s, atteint lors de la crue du 4 octobre 2006. Le débit instantané maximal est quant à lui de 868 m3/s, atteint le 30 décembre 2001.

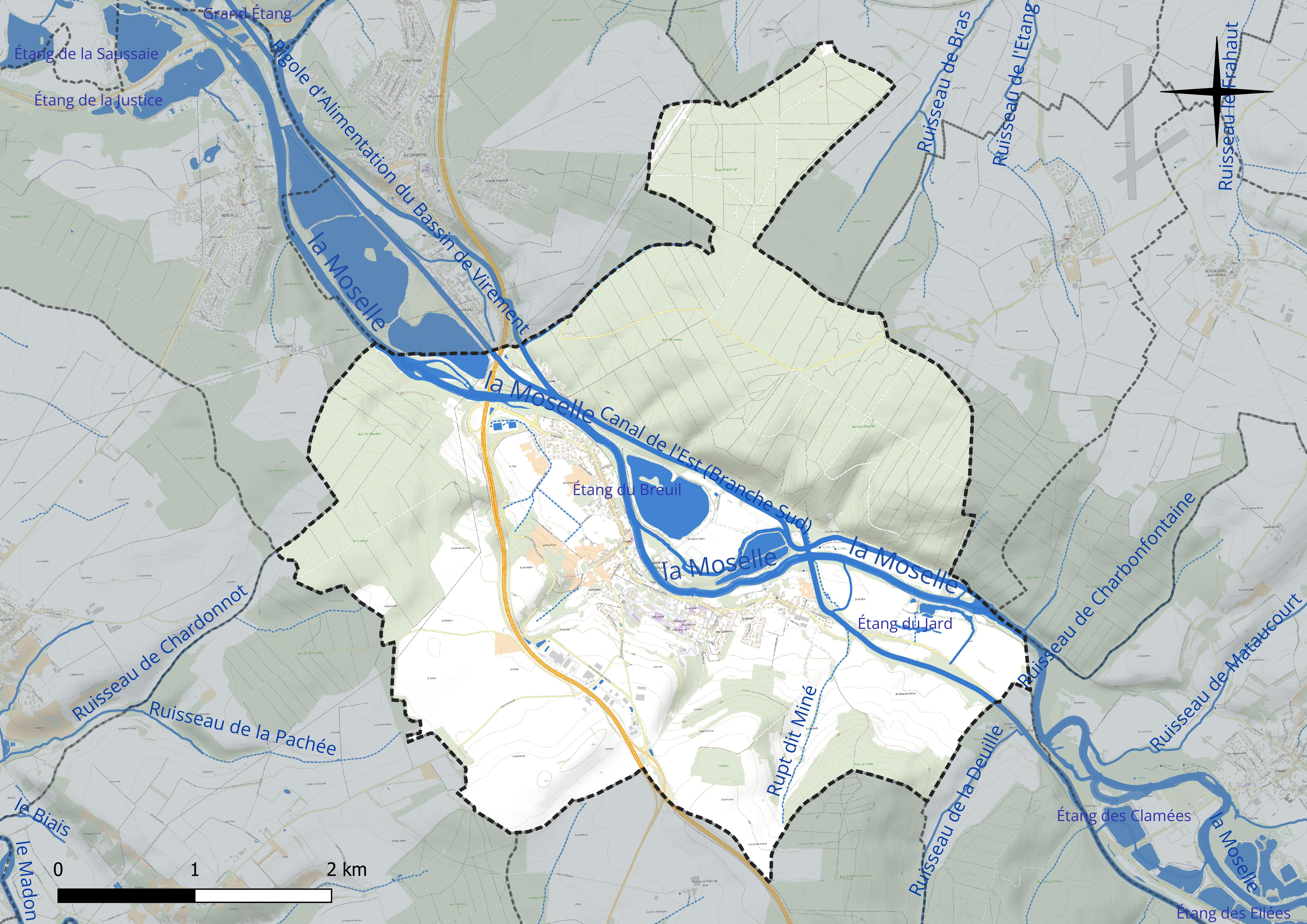
Réseau hydrographique de Flavigny-sur-Moselle.

Trois plans d'eau complètent le réseau hydrographique : la gravière la Grande Saussaie, d'une superficie totale de 52,6 ha (4,5 ha sur la commune), l'étang du Breuil (21,6 ha) et l'étang du Jard (1,8 ha),.

### Climat
Pour des articles plus généraux, voir Climat du Grand Est et Climat de Meurthe-et-Moselle.
En 2010, le climat de la commune est de type climat des marges montargnardes, selon une étude du Centre national de la recherche scientifique s'appuyant sur une série de données couvrant la période 1971-2000. En 2020, Météo-France publie une typologie des climats de la France métropolitaine dans laquelle la commune est exposée à un climat semi-continental et est dans la région climatique  Lorraine, plateau de Langres, Morvan, caractérisée par un hiver rude (1,5 °C), des vents modérés et des brouillards fréquents en automne et hiver. 
Pour la période 1971-2000, la température annuelle moyenne est de 9,9 °C, avec une amplitude thermique annuelle de 17 °C. Le cumul annuel moyen de précipitations est de 821 mm, avec 12 jours de précipitations en janvier et 9,2 jours en juillet. Pour la période 1991-2020, la température moyenne annuelle observée sur la station météorologique de Météo-France la plus proche, « Nancy-Essey », sur la commune de Tomblaine à 13 km à vol d'oiseau, est de 11,0 °C et le cumul annuel moyen de précipitations est de 746,3 mm. 
La température maximale relevée sur cette station est de 40,1 °C, atteinte le 24 juillet 2019 ; la température minimale est de −24,8 °C, atteinte le 21 février 1956,,. 
Les paramètres climatiques de la commune ont été estimés pour le milieu du siècle (2041-2070) selon différents scénarios d'émission de gaz à effet de serre à partir des nouvelles projections climatiques de référence DRIAS-2020. Ils sont consultables sur un site dédié publié par Météo-France en novembre 2022.

## Urbanisme

### Typologie
Au 1er janvier 2024, Flavigny-sur-Moselle est catégorisée ceinture urbaine, selon la nouvelle grille communale de densité à sept niveaux définie par l'Insee en 2022.
Elle appartient à l'unité urbaine de Richardménil, une agglomération intra-départementale regroupant deux  communes, dont elle est une commune de la banlieue,,. Par ailleurs la commune fait partie de l'aire d'attraction de Nancy, dont elle est une commune de la couronne,. Cette aire, qui regroupe 353 communes, est catégorisée dans les aires de 200 000 à moins de 700 000 habitants,.

### Occupation des sols
L'occupation des sols de la commune, telle qu'elle ressort de la base de données européenne d’occupation biophysique des sols Corine Land Cover (CLC), est marquée par l'importance des forêts et milieux semi-naturels (48,1 % en 2018), une proportion identique à celle de 1990 (48,1 %). La répartition détaillée en 2018 est la suivante : forêts (48,1 %), terres arables (24,2 %), prairies (10,6 %), eaux continentales (5,5 %), zones urbanisées (4,6 %), cultures permanentes (3,4 %), zones industrielles ou commerciales et réseaux de communication (1,9 %), zones agricoles hétérogènes (1,8 %). L'évolution de l’occupation des sols de la commune et de ses infrastructures peut être observée sur les différentes représentations cartographiques du territoire : la carte de Cassini (XVIIIe siècle), la carte d'état-major (1820-1866) et les cartes ou photos aériennes de l'IGN pour la période actuelle (1950 à aujourd'hui).

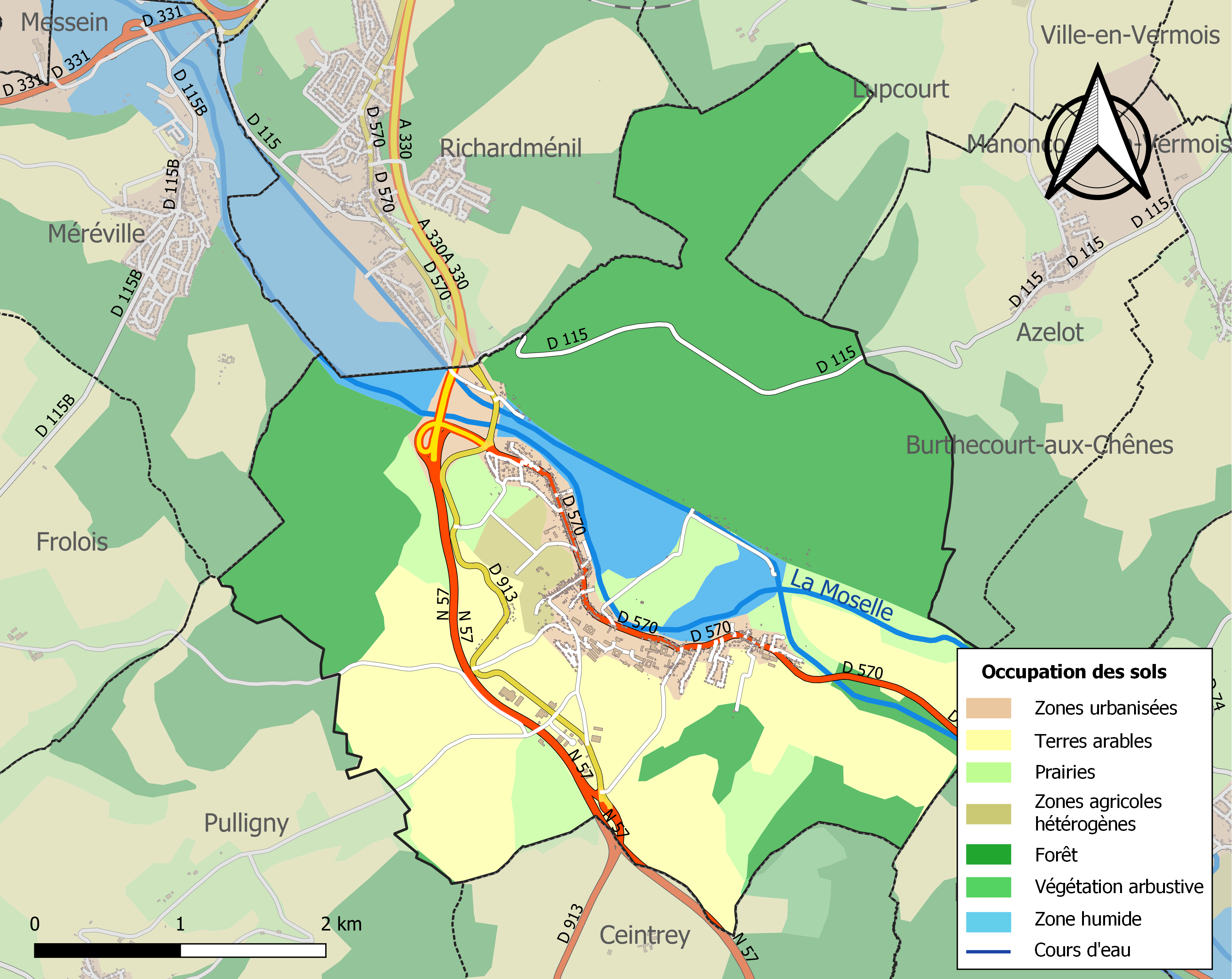
Carte des infrastructures et de l'occupation des sols de la commune en 2018 (CLC).

## Toponymie
Le nom de la localité est attesté sous les formes Villa Flaviniacum, regalis quondam fiscus ; Flaviniaca villa (940-962) ; Ecclesia Sancti-Hilarii Flaviniaci (1142) ; Flaveniacum (1127-1168) ; Ecclesia Sancti Firmini apud Flaviniacum (vers 1177) ; Flavigneium (1229) ; Flaveignei (1254) ; Flavignei et Flavigney (1303) ; Flevigneyum (1357) ; Flaibeigney (1371) ; Flabegney (1392) ; Flevigney-surs-Muzelle (1417) ; Les dous Flavigney (1424).

Flavigny-sur-Moselle est formée de la réunion de plusieurs petits villages appelés autrefois : la ville basse, la ville haute (neuve) et couloir (Le Colleux en 1567), aujourd'hui le prieuré (prieuré de Bénédictins fondé dans ce lieu au XIe siècle sous le titre de Saint-Firmin).
Le village est bordé par la Moselle.

## Histoire
Une présence est attestée au paléolithique. À l'époque romaine la ville se nomme Flaviniacum. Les reliques de Saint Firmin, mort vers 502, furent déposées à Flavigny, vers 964, dans un domaine de l'évêque de Verdun. 
Flavigny-sur-Moselle est formée de la réunion de plusieurs petits villages appelés autrefois : ville basse, ville neuve et couloir (aujourd'hui le prieuré). Les Neuve, Basse et Haute Villes remontent à une époque fort éloignée. 
Village typiquement lorrain, bordé par la Moselle, Flavigny-sur-Moselle peut s'enorgueillir également d'un passé et d'un patrimoine prestigieux avec le prieuré des bénédictins.
Le 12 septembre 1870, lors de son évasion, le général Ducrot y franchit la Moselle.

## Politique et administration
Depuis le 1er janvier 2014, la commune fait partie de la communauté de communes Moselle et Madon dont le siège est situé à Neuves-Maisons.

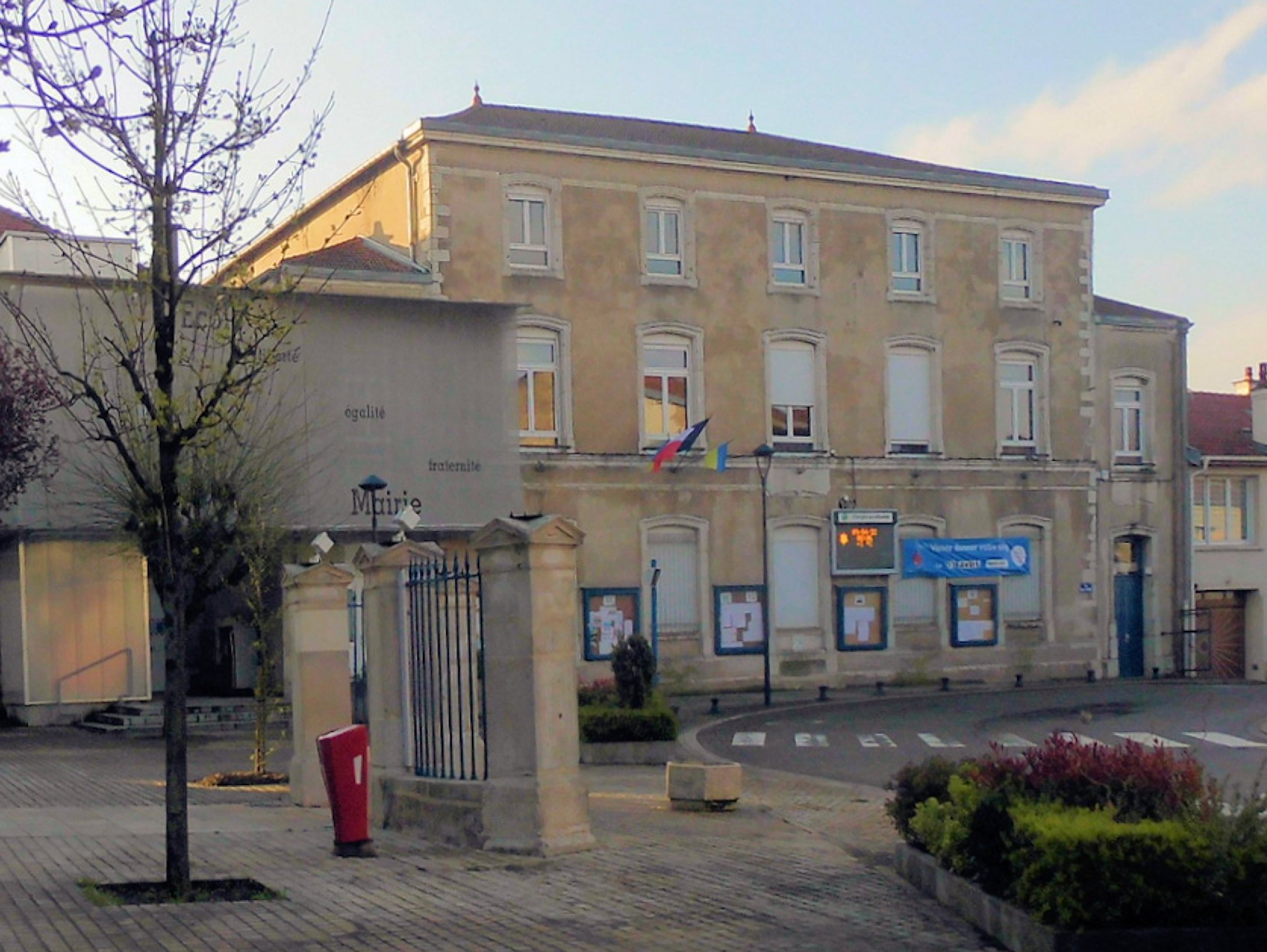
La mairie.

| Période                                  | Période                   | Identité                                       | Étiquette | Qualité      |
| ---------------------------------------- | ------------------------- | ---------------------------------------------- | --------- | ------------ |
| Les données manquantes sont à compléter. |                           |                                                |           |              |
| mars 2001                                | 2014                      | Jean-Luc Senault                               |           |              |
| mars 2014                                | En cours (au 25 mai 2020) | Marcel Tedesco, Réélu pour le mandat 2020-2026 |           | Ancien cadre |

## Démographie
L'évolution du nombre d'habitants est connue à travers les recensements de la population effectués dans la commune depuis 1793. Pour les communes de moins de 10 000 habitants, une enquête de recensement portant sur toute la population est réalisée tous les cinq ans, les populations de référence des années intermédiaires étant quant à elles estimées par interpolation ou extrapolation. Pour la commune, le premier recensement exhaustif entrant dans le cadre du nouveau dispositif a été réalisé en 2006.

En 2022, la commune comptait 1 664 habitants, en évolution de −3,98 % par rapport à 2016 (Meurthe-et-Moselle : −0,13 %, France hors Mayotte : +2,11 %).
| 1793  | 1800  | 1806  | 1821  | 1831  | 1836  | 1841  | 1846  | 1851  |
| ----- | ----- | ----- | ----- | ----- | ----- | ----- | ----- | ----- |
| 1 052 | 1 167 | 1 187 | 1 061 | 1 100 | 1 246 | 1 228 | 1 243 | 1 344 |

| 1856  | 1861  | 1872  | 1876  | 1881  | 1886  | 1891  | 1896  | 1901  |
| ----- | ----- | ----- | ----- | ----- | ----- | ----- | ----- | ----- |
| 1 487 | 1 394 | 1 234 | 1 389 | 1 193 | 1 109 | 1 090 | 1 102 | 1 003 |

| 1906 | 1911 | 1921 | 1926 | 1931  | 1936  | 1946  | 1954  | 1962  |
| ---- | ---- | ---- | ---- | ----- | ----- | ----- | ----- | ----- |
| 941  | 921  | 813  | 865  | 1 109 | 1 157 | 1 095 | 1 264 | 1 057 |

| 1968  | 1975  | 1982  | 1990  | 1999  | 2006  | 2011  | 2016  | 2021  |
| ----- | ----- | ----- | ----- | ----- | ----- | ----- | ----- | ----- |
| 1 235 | 1 338 | 1 526 | 1 609 | 1 636 | 1 787 | 1 725 | 1 733 | 1 694 |

| 2022  | - | - | - | - | - | - | - | - |
| ----- | - | - | - | - | - | - | - | - |
| 1 664 | - | - | - | - | - | - | - | - |

## Culture locale et patrimoine

### Lieux et monuments

#### Édifices civils
- Importantes découvertes de silex paléolithiques.
- Canal de l'Est : écluses ; port de Basse-Flavigny.
- Pont canal, rénové récemment, au-dessus de la Moselle.

#### Édifices religieux

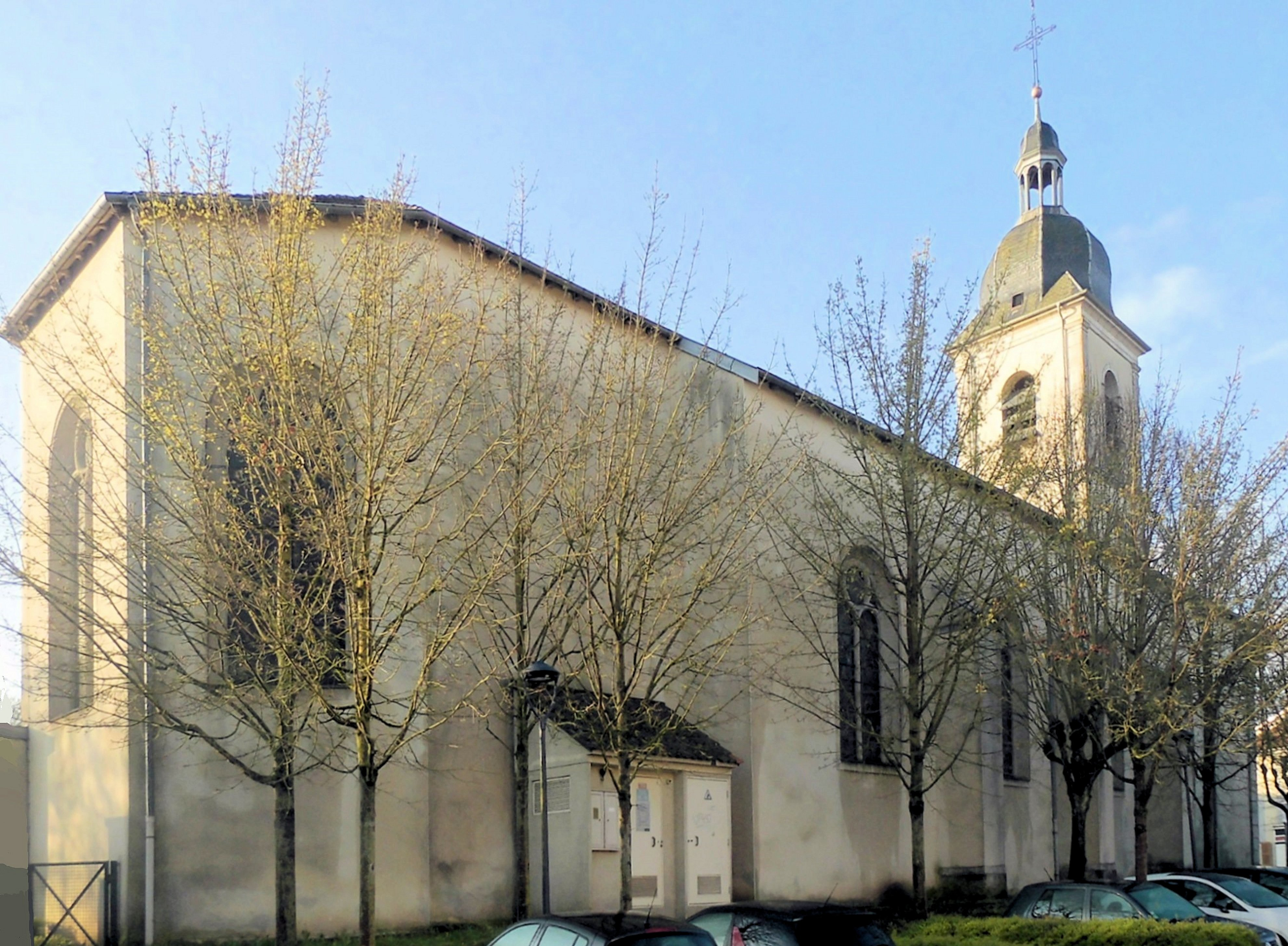
L'église Saints-Hippolyte-et-Firmin.

- Le prieuré de Flavigny-sur-Moselle offre encore de nos jours un ensemble important de bâtiments, qui donne une certaine personnalité à la ville. Il est l'un des plus anciens établissements monastiques de Lorraine. Le grand escalier de l'aile Est et le petit escalier de l'aile Sud sont inscrits au titre des monuments historiques par arrêté du 24 février 1986[27].
- Église du prieuré bénédictin : tour du 12e siècle, nef et abside du 15e siècle, portail et bas-côtés du 18e siècle, galeries du cloître, salles voutées et la bibliothèque sont classées au titre des monuments historiques par arrêté du 11 décembre 1990[27] ; les vitraux du 16e siècle par Bousch sont aux États-Unis.
- Église Saints-Hippolyte-et-Firmin 1826 néo-roman, mobilier 19e : boiseries et stalles, chaire, reliquaires de saint Firmin et sainte Emérite, orgue de Lété.
- Chapelle (centre de réadaptation).

### Personnalités liées à la commune
- Eugène Tisserand, membre de l'Académie des sciences et de l'Académie d'agriculture, réorganisateur et premier directeur de l'Institut national agronomique[28], y est né le 26 mai 1830[29].
- Hubert Meyer (1899-1978), officier de marine né à Flavigny-sur-Moselle, a terminé sa carrière militaire comme contre-amiral.
- Jack Lang a passé une partie de son enfance dans cette commune[30].

### Héraldique, logotype et devise
| Blason de Flavigny-sur-Moselle | Blason  | D'or à la croix de sinople, cantonnée au premier et au deuxième d'une étoile d'azur, au troisième d'une gerbe de blé aussi de sinople, au quatrième d'un perroquet du même. |
| Blason de Flavigny-sur-Moselle | Détails | Ce blason reprend les armes de deux prieurs qui ont profondément marqué Flavigny. Il s'agit de: - 1) Dom Charles Cachedenier de Vassimont, 32e prieur de l'abbaye qui portait « d'or à la croix de sinople cantonnée au 2e de gueules chargé d'une étoile d'or, au 3e d'azur et au 4e d'argent au perroquet de sinople » ; blason que l'on peut voir sur le portail du prieuré. - 2) Dom Remi Ceillier, 33e prieur, qui portait « d'azur à la fasce d'argent accompagnée en chef de deux étoiles d'or et en pointe d'une gerbe de même ». Par une coïncidence heureuse, la croix indique le centre hospitalier des handicapés et elle est verte, couleur d'espérance. Utilisé depuis 1992 |

## Activités
La commune accueille un important centre de réadaptation physique pour enfants (CMPRE) qui fait partie de l'Institut régional de réadaptation (IRR), établissement hospitalo-universitaire de médecine physique et de réadaptation (MPR) de Lorraine.